# Кампиони, Пётр Сантинович

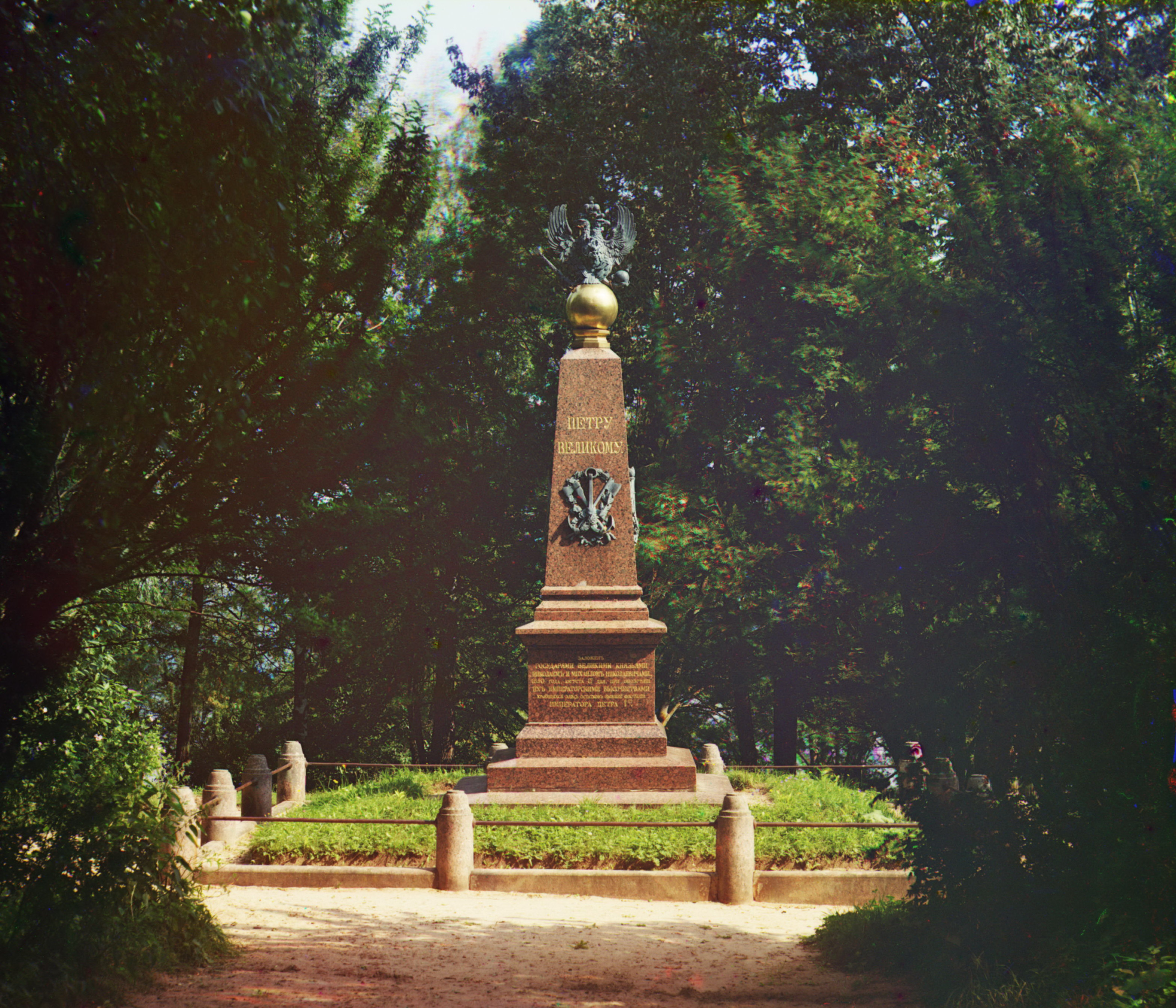
Обелиск-памятник Петру I

Пётр Санти́нович Кампио́ни (1826 — ноябрь, 1878) — русский архитектор и предприниматель, основатель Московского архитектурного общества и его председатель в 1875—1878 годах.

## Биография
Родился в 1826 году в семье скульптора С. П. Кампиони. 
В 1848 году окончил Императорскую Академию художеств со званием неклассного художника архитектуры и серебряной медалью за проект концертного зала. 
В начале 1860-х годов участвовал в сооружении первых построек Московского зоосада. Для зоосада Кампиони привёз из Франции большую группу животных, подаренных Парижским акклиматизационным садом. В 1865 году стал одним из основателей Московского архитектурного общества, а с ноября 1875 года до самой смерти являлся Председателем Общества. Одновременно с архитектурной деятельностью вёл торговлю лесом на Рязанско-Козловской железной дороге. 
Умер в 1878 году. Похоронен в Москве на Введенском кладбище (11 уч.).
В память о Кампиони Московское архитектурное общество учредило в 1878 году стипендию его имени для студентов Московского училища живописи, ваяния и зодчества.

## Проекты и постройки
- 1850-е — Комиссаровское техническое училище, Москва, Большая Садовая улица, 14[7] (перестроено);
- 1852 — обелиск-памятник Петру I, Переславский район, с. Веськово, музей-усадьба «Ботик Петра I»;
- 1859 — надстройка здания Мещанских училищ, Москва, Ленинский проспект, 6;
- 1862 — богадельня Солодовниковых с церковью Михаила Архангела, Москва, Щипок, 6/8[6];
- 1863 — строительство по проекту Н. Л. Бенуа главного дома усадьбы Петровско-Разумовское, Москва, Тимирязевская улица, 49[6];
- 1865 — пасека, Москва, Измайловский парк (не сохранилась);
- 1871 — перестройка особняка И. А. Морозова, Москва, Улица Пречистенка, 21;
- 1874 — доходный дом, Москва, Цветной бульвар, 28;
- 1874 — особняк А. Я. Павлова-Севрюговых, Москва, Большой Козловский переулок, 4 (в 1890 году перестроен по проекту П. А. Дриттенпрейса);
- 1876 — Дом банка и торгового дома «И. В. Юнкер и Ко», Улица Кузнецкий Мост, 16 (перестроено А. Э. Эрихсоном, В. И. Ерамишанцевым)[7];
- 1876 — придел церкви Сорока Мучеников Севастийских, Москва, Динамовская улица, 28;
- 1877 — доходный дом, Москва, Тверской бульвар, 3 (не сохранился);
- 1877 — проект переделок в Храме Василия Блаженного[6];
- 1878 — церковь Богоявления Господня, с. Семёновское Раменского района Московской области[8];
- 1879 — придел и колокольня при Церкви Иконы Божией Матери Владимирская, с. Горностаево Коломенского района Московской области[9] (руинирована);
- 1879 — доходное владение И. Ф. Малюшина, Москва, Рождественский бульвар, 20, строение 1[6].